# لويس كاليرن
لويس كاليرن (بالإنجليزية: Louis Calhern)‏ مواليد 19 فبراير 1895 في بروكلين، الولايات المتحدة - الوفاة 12 مايو 1956 في طوكيو، هو ممثل أمريكي بدأ مسيرته الفنية سنة 1921. امتدت مسيرته الفنية لأكثر من 35 عاما.

## الأعمال
- آني تأخذ سلاحك
- يوليوس قيصر
- قصة فيلادلفيا

## روابط خارجية
- لويس كاليرن على موقع IMDb (الإنجليزية)
- لويس كاليرن على موقع الموسوعة البريطانية (الإنجليزية)
- لويس كاليرن على موقع ألو سيني (الفرنسية)
- لويس كاليرن على موقع ميوزك برينز (الإنجليزية)
- لويس كاليرن على موقع تيرنر كلاسيك موفيز (الإنجليزية)
- لويس كاليرن على موقع أول موفي (الإنجليزية)
- لويس كاليرن على موقع قاعدة بيانات برودواي على الإنترنت (الإنجليزية)
- لويس كاليرن على موقع قاعدة بيانات برودواي على الإنترنت (الإنجليزية)
- لويس كاليرن على موقع قاعدة بيانات الأفلام السويدية (السويدية)
- لويس كاليرن على موقع إن إن دي بي (الإنجليزية)